# Sparta (Oregon)
Sparta (korábban Gem, más néven Eagle City) az Amerikai Egyesült Államok északnyugati részén, Oregon állam Baker megyéjében elhelyezkedő önkormányzat nélküli település.
A helységet William Packwood telepes nevezte el az Illinois állambeli Spartáról. 1873-ra a lakosságszám elérte a háromszáz főt; ekkor szálloda, húspiac is sörfőzde is működött itt. Az élelem a közeli New Bridge-ből érkezett.
A posta 1872 és 1952 között működött.

## Fordítás
- Ez a szócikk részben vagy egészben  a   Sparta, Oregon című angol Wikipédia-szócikk ezen változatának fordításán alapul.  Az eredeti cikk szerkesztőit annak laptörténete sorolja fel. Ez a jelzés csupán a megfogalmazás eredetét és a szerzői jogokat jelzi, nem szolgál a cikkben szereplő információk forrásmegjelöléseként.